# Karl Bornhøft
Karl Bornhøft (født 20. juli 1949) er en nordjysk politiker fra SF, som 1998-2006 var formand for Nordjyllands Amts sundhedsudvalg og fra 2007 formand for sundhedsudvalget i Hjørring Kommune. Var fra 13. november 2007 til 2011 medlem af Folketinget, hvor han bl.a. var sit partis sundhedsordfører. Han var valgt i Aalborg Nord. 
Bornhøft, der er uddannet kok, har arbejdet som postbud inden han blev fuldtidspolitiker.
|  | Artiklen om politikeren Karl Bornhøft kan blive bedre, hvis der indsættes et (bedre) billede. Du kan hjælpe ved at afsøge Wikimedia Commons for et passende billede eller uploade et godt billede til Wikimedia Commons iht. de tilladte licenser og indsætte det i artiklen. |